# Mjong Rjehjon
Mjong Rjehjon (hangul: 명례현, RR: Myung Rye-Hyun; 1926. április 14. –) észak-koreai labdarúgó, edző.
Az észak-koreai válogatott szövetségi kapitánya volt az 1966-os világbajnokságon.